# 紐育の灯
『紐育の灯』（Lights of New York）は、1928年のアメリカ映画で、長編映画として世界初のオール・トーキー映画でもある。

## 概要
1927年、ワーナー・ブラザースは長編映画として世界初のトーキー映画『ジャズ・シンガー』を公開した。しかしこれは台詞の一部や歌のシーンだけがトーキーの、いわゆるパート・トーキー映画であった。その翌年、全編を通して音声が収録されたオール・トーキー映画が公開された。それが本作品『紐育の灯』である。

## キャスト
- ヘレン・コステロ
- カレン・ランディス
- メアリー・カー
- ウィーラー・オークマン
- グラディス・ブロックウェル
- ロバート・エリオット
- ユージン・ポーレット
- トム・デューガン
- トム・マクガイアー
- ウォルター・パーシヴァル
- ガイ・ダンヌリイ
- ジェア・ディレニー

## スタッフ
- 監督：ブライアン・フォイ
- 脚本：マレー・ロス、ヒュー・ハーバート
- 撮影：エドウィン・B・デュパー
- 編集：ジャック・キリファー

## サウンドトラック
- At Dawning（作詞：ネル・リッチモンド・エバーハート、作曲：チャールズ・カドマン）
- Give My Regards to Broadway（作曲：ジョージ・Ｍ・コーハン）
- Where Do We Go from Here ?（作曲：パーシー・ウェンリッチ、ハワード・ジョンソン）
- In the Good Old Summertime（作曲：ジョージ・エヴァンス）
- The Stars and Stripes Forever（作曲：ジョン・フィリップ・スーザ）
- Some of These Days（作曲：シェルトン・ブルックス）